# Самулекин, Александр Дмитриевич
Александр Дмитриевич Самулекин (11 января 1930 — 22 сентября 2006 года) — художник-постановщик киностудии «Мосфильм», актёр. Лауреат Государственной премии РСФСР им. братьев Васильевых (1978) и Государственной премии России (1995).

## Биография
Родился 11 января 1930 в селе Берёзки Хотимского района ныне Могилёвской области Белорусской ССР. Отец — Дмитрий Самулекин — крестьянин, был участником финской кампании), он рано ушёл из жизни и троих его детей (Александр — младший) воспитывала одна мать. После окончания берёзовской школы уехал в Москву к родственникам и поступил в среднее специальное художественно-ремесленное училище при киностудии «Мосфильм», которое закончил в 1949 году.
С 1949 года — декоратор, художник-постановщик киностудии «Мосфильм». Имел более сорока работ в кино.
Дата смерти неизвестна (не ранее мая 1996 года и не позднее декабря 2016 года).

### Отзывы о личности А. Самулекина
Совершенно незаменимый человек в нашей группе — художник Александр Дмитриевич Самулекин. По возрасту он много старше нас, но душою всех моложе: он человек невероятного азарта, темперамента и работоспособности. По натуре он совершеннейший самородок — одним словом, Кулибин. Нет такой самой невозможной ситуации, из которой он не нашел бы выхода. Иногда кажется, что все срывается, что без того и этого снимать невозможно. Но приходит Самулекин, что-то смекает, соображает, делает, и оказывается, что снимать можно.
— Никита Михалков. Публичное одиночество. — М.: Эксмо, 2015. - 896 с. ISBN 978-5-699-70838-3

## Фильмография

### Художник-постановщик
- 1961 — Девчата (СССР) совм. с И. Шретер
- 1964 — Председатель (СССР) совм. с С. Ушаковым
- 1967 — Возмездие (СССР) совм. с И. Пластинкиным и Е. Сергановым
- 1973 — Дела сердечные (СССР)
- 1974 — Фронт без флангов (СССР) совм. с В. Голиковым
- 1976 — Раба любви (СССР) совм. с А. Адабашьяном
- 1976 — Неоконченная пьеса для механического пианино (СССР) совм. с А. Адабашьяном
- 1977 — Фронт за линией фронта (СССР) совм. с В. Голиковым
- 1978 — Пять вечеров (СССР) совм. с А. Адабашьяном
- 1979 — Несколько дней из жизни И. И. Обломова (СССР) совм. с А. Адабашьяном
- 1980 — Спасатель (СССР) совм. с А. Боймом
- 1981 — Родня (СССР) совм. с А. Адабашьяном
- 1981 — Февральский ветер (СССР)
- 1982 — Избранные (СССР/Колумбия) совм. с А. Адабашьяном
- 1983 — Дважды рождённый (СССР)
- 1983 — Без свидетелей (СССР) совм. с А. Адабашьяном, И. Макаровым
- 1986 — Завещание (СССР) совм. с С. Меняльщиковым
- 1986 — Кин-дза-дза! (СССР) совм. с Т. Тэжиком и Л. Шенгелия
- 1988 — Два часа с бардами (документальный, СССР)
- 1989 — Леди Макбет Мценского уезда (СССР/Швейцария) совм. с С. Меняльщиковым
- 1989 — Светик (СССР)
- 1990 — Ночь (СССР)
- 1990 — Ребро Адама (СССР) совм. с С. Хотимским
- 1991 — Линия смерти (СССР) совм. с И. Пластинкиным
- 1991 — Сказка на ночь (СССР)
- 1992 — Быть влюблённым (Россия)
- 1993 — Кодекс бесчестия (Россия)
- 1994 — Утомлённые солнцем (Россия/Франция) совм. с В. Арониным

### Актёр
- 1980 — Спасатель (СССР)

## Призы и премии
- 1978 Государственная премия РСФСР имени братьев Васильевых (фильмы «Фронт без флангов», «Фронт за линией фронта»)
- 1995 Государственная премия Российской Федерации (фильм «Утомлённые солнцем»)[2]

## Семья
- Брат Николай[1]
- Жена — родом из деревни Роскошь Хотимского района, по профессии учитель[1]

## Память
В музее средней школы села Берёзки Хотимского района Могилёвской области Республики Беларусь имеется стенд, посвящённый жизни и творчеству Александра Самулекина.